# IJsbaan Haarlem
IJsbaan Haarlem is een kunstijsbaan in de Nederlandse stad Haarlem. De ijsbaan beschikt over een 400-meterbaan en een 30×60-meterbaan op het middenterrein.

## Geschiedenis
De ijsbaan is in 1977 als open baan geopend als Kunstijsbaan Kennemerland op het terrein van de natuurijsbaan die hier al voor de oorlog lag. Door verzakkingen in het drassige terrein was de pret van korte duur en moest de baan na twee jaar weer sluiten. Een nieuwe baan werd in 1983 heropend. In 1999 werden de houten barakken die als kleedkamers dienden vervangen voor een stenen gebouw.
In 2005 is op het middendeel een 30×60-meterbaan aangelegd geschikt voor curling, shorttrack, kunstschaatsen, bandy, ijshockey en als krabbelbaan. De kunstijsbaan is in dat jaar als eerste ijsbaan ter wereld overgeschakeld naar koeling onder de baan met kooldioxide (CO2). Hierdoor is de ijsbaan veiliger en milieuvriendelijker dan ijsbanen waar gekoeld wordt op de conventionele wijze met ammoniak (NH3).
In de zomer van 2006 is de ijsbaan semi-overkapt (architect: W. M. Peltenburg, Archstudio architecten te Haarlem). In het huidige bestemmingsplan is op verzoek van de ijsbaan een gehele overkapping en uitbreiding van de ijsvloer van het middendeel voorzien. In de zomer van 2016 werd over het middenterrein (30×60-meterbaan) een overkapping aangebracht (tentstructuur).

## Baanrecords
| Afstand         | Schaatser          | Land | Tijd     | Datum         |
| --------------- | ------------------ | ---- | -------- | ------------- |
| 100 m           | Dennis Kalker      | NED  | 09,77    | 06-02-2003    |
| 500 m           | Mats van den Bos   | NED  | 36,59    | 25-02-2024    |
| 1000 m          | Kai in 't Veld     | GRE  | 1.13,05  | 29-12-2024    |
| 1500 m          | Bjarne Rykkje      | NED  | 1.52,55  | 18-02-2006    |
| 3000 m          | Mats Stoltenborg   | NED  | 3.53,78  | 27-02-2016    |
| 5000 m          | Bob de Jong        | NED  | 6.38,29  | 16-10-2011    |
| 10.000 m        | Gert Wierda        | NED  | 13.31,86 | 11-02-2024    |
| 2×500 m         | Lars Elgersma      | NED  | 74,250   | 25-11-2011    |
| Sprintvierkamp  | Victor Velthuijsen | NED  | 155,835  | 02/03-02-1999 |
| Minivierkamp    | Jeroen Janissen    | NED  | 163,409  | 15/16-02-2014 |
| Kleine vierkamp | Marc de Haan       | NED  | 167,467  | 09/10-01-2010 |
| Grote vierkamp  | Danny Witkamp      | NED  | 177,956  | 29/30-12-2012 |

| Afstand         | Schaatsster           | Land | Tijd     | Datum         |
| --------------- | --------------------- | ---- | -------- | ------------- |
| 100 m           | Thijsje Oenema        | NED  | 10,70    | 16-12-2006    |
| 500 m           | Marieke Wijsman       | NED  | 40,11    | 27-11-2004    |
| 1000 m          | Elisa Dul             | NED  | 1.18,53  | 13-11-2022    |
| 1500 m          | Melissa Wijfje        | NED  | 2.00,75  | 20-11-2021    |
| 3000 m          | Yvonne Nauta          | NED  | 4.14,45  | 08-12-2013    |
| 5000 m          | Esmee Visser          | NED  | 7.20,69  | 11-02-2024    |
| 10.000 m        | Manouk van Emmerik    | NED  | 16.47,23 | 03-03-2013    |
| 2×500 m         | Esmeralda Nieuwendorp | NED  | 83,140   | 30-11-2008    |
| Sprintvierkamp  | Marieke Wijsman       | NED  | 163,155  | 27/28-11-2004 |
| Minivierkamp    | Elisa Dul             | NED  | 162,721  | 12/13-11-2022 |
| Kleine vierkamp | Harriët Koorn         | NED  | 183,566  | 27/28-12-2008 |
| Grote vierkamp  | Susan Haasnoot        | NED  | 211,575  | 09/10-01-2010 |

## Trivia
- Sinds 1981 wordt op deze baan de jaarlijkse Kraantje Lek Trofee gehouden.
- Op 22 februari 2015 werd op initiatief van Bob de Jong en Herman Nota een internationale langeafstand-wedstrijd gehouden[3] die op 10 maart 2018 een vervolg kreeg onder de naam Bloksma 10 kilometer Bokaal.[4]